# Geoffrey Tulasne
Geoffrey Tulasne (Péronne, 24 febbraio 1988) è un ex calciatore francese, di ruolo centrocampista.